# Каро, Яков
Яков Ка́ро (нем. Jacob Caro; 2 февраля 1835 — 12 декабря 1904) — немецкий историк. Профессор истории в Йене и Вроцлаве. 

## Биография
Родился в городе Гнезно в семье раввина. После окончания гимназии в Познани изучал в Берлине и Лейпциге историю и философию. В 1863 году устроился в Йенский университет приват-доцентом, преподавал историю.
Несколько лет жил в Санкт-Петербурге при дворе, занимался архивными исследованиями. Сопровождал в поездках великую княгиню Елену Павловну. Продолжить карьеру в России отказался и в 1865 году вернулся в Йену. С 1869 года преподавал во Вроцлавском университете, получил там должность профессора. С 1886 года иностранный член-корреспондент Петербургской Академии наук.
Яков Каро умер 12 декабря 1904 года во Вроцлаве.

## Труды
Написал: «Das Interregnum Polens im J. 1587 und die Parteikämpfe der Häuser Zborowsky und Zamoisky» (Гота, 1861); продолжение (т. 2-5) «Geschichte Polens» (1863—1888), для издания Ukert und Heeren — «Geschichte der europ. Staaten», «Liber Cancellariae Stanislai Ciolek. Ein Formelbuch aus der hussitischen Bewegung» (Вена, 1871—1874); «Lessing und Swift» (Йена, 1869); «Aus der Kanzlei Kaiser Sigismunds» (Вена, 1879); «Das Bündniss von Canterbury. Eine Episode aus der Geschichte des Konstanzer Konzils» (Гота, 1880); «Ueber eine Reformationsschrift des XV Jahrh.» (Данциг, 1882); «Beata und Halszka: Eine Polnisch-Russische Geschichte aus dem XVI Jahrhundert» (Бреслау, 1883).